# Luggude domsagas södra valkrets
Luggude domsagas södra valkrets var i riksdagsvalen till andra kammaren 1869–1908 en egen valkrets med ett mandat. Valkretsen, som omfattade de södra delarna av Luggude härad, avskaffades vid införandet av proportionellt valsystem i valet 1911 då området gick upp i Malmöhus läns norra valkrets.

## Riksdagsmän
- Anders Persson, lmp 1870–1887, gamla lmp 1888–1894, lmp 1895–1896 (1870–1896)
- Paul Paulson, lmp (1897–1899)
- Gustaf Broomé, lib s (1900–1911)

## Valresultat

### 1896
| Andrakammarvalet i Sverige 1896: Luggude domsagas södra valkrets | Andrakammarvalet i Sverige 1896: Luggude domsagas södra valkrets | Andrakammarvalet i Sverige 1896: Luggude domsagas södra valkrets | Andrakammarvalet i Sverige 1896: Luggude domsagas södra valkrets | Andrakammarvalet i Sverige 1896: Luggude domsagas södra valkrets |
| Kandidat                                                         | Kandidat                                                         | Röster                                                           | Röster                                                           | Röster                                                           |
| Kandidat                                                         | Kandidat                                                         | Antal                                                            | %                                                                | +− %                                                             |
| ---------------------------------------------------------------- | ---------------------------------------------------------------- | ---------------------------------------------------------------- | ---------------------------------------------------------------- | ---------------------------------------------------------------- |
|                                                                  | Paul Paulson                                                     | 809                                                              | 53,4                                                             |                                                                  |
|                                                                  | Gustaf Broomé (fp)                                               | 701                                                              | 46,3                                                             |                                                                  |
|                                                                  | Övriga kandidater                                                | 5                                                                | 0,3                                                              |                                                                  |
| Antal giltiga röster                                             | Antal giltiga röster                                             | 1 515                                                            |                                                                  |                                                                  |
| Kasserade röster                                                 | Kasserade röster                                                 | 3                                                                |                                                                  |                                                                  |
| Totalt                                                           | Totalt                                                           | 1 518                                                            |                                                                  |                                                                  |

- Valdeltagandet var 71,0%.

### 1899
| Andrakammarvalet i Sverige 1899: Luggude domsagas södra valkrets | Andrakammarvalet i Sverige 1899: Luggude domsagas södra valkrets | Andrakammarvalet i Sverige 1899: Luggude domsagas södra valkrets | Andrakammarvalet i Sverige 1899: Luggude domsagas södra valkrets | Andrakammarvalet i Sverige 1899: Luggude domsagas södra valkrets |
| Kandidat                                                         | Kandidat                                                         | Röster                                                           | Röster                                                           | Röster                                                           |
| Kandidat                                                         | Kandidat                                                         | Antal                                                            | %                                                                | +− %                                                             |
| ---------------------------------------------------------------- | ---------------------------------------------------------------- | ---------------------------------------------------------------- | ---------------------------------------------------------------- | ---------------------------------------------------------------- |
|                                                                  | Gustaf Broomé                                                    | 854                                                              | 55,2                                                             | ▲8,9                                                             |
|                                                                  | Paul Paulson                                                     | 689                                                              | 44,6                                                             | ▼8,8                                                             |
|                                                                  | Övriga kandidater                                                | 3                                                                | 0,2                                                              |                                                                  |
| Antal giltiga röster                                             | Antal giltiga röster                                             | 1 546                                                            |                                                                  |                                                                  |
| Kasserade röster                                                 | Kasserade röster                                                 | 2                                                                |                                                                  |                                                                  |
| Totalt                                                           | Totalt                                                           | 1 548                                                            |                                                                  |                                                                  |

Valet ägde rum den 2 september 1899. Valdeltagandet var 63,5%.

### 1902
| Andrakammarvalet i Sverige 1902: Luggude domsagas södra valkrets | Andrakammarvalet i Sverige 1902: Luggude domsagas södra valkrets | Andrakammarvalet i Sverige 1902: Luggude domsagas södra valkrets | Andrakammarvalet i Sverige 1902: Luggude domsagas södra valkrets | Andrakammarvalet i Sverige 1902: Luggude domsagas södra valkrets |
| Kandidat                                                         | Kandidat                                                         | Röster                                                           | Röster                                                           | Röster                                                           |
| Kandidat                                                         | Kandidat                                                         | Antal                                                            | %                                                                | +− %                                                             |
| ---------------------------------------------------------------- | ---------------------------------------------------------------- | ---------------------------------------------------------------- | ---------------------------------------------------------------- | ---------------------------------------------------------------- |
|                                                                  | Gustaf Broomé                                                    | 1 018                                                            | 57,8                                                             | ▲2,6                                                             |
|                                                                  | Karl Knutsson i Aspehus (höger)                                  | 741                                                              | 42,0                                                             |                                                                  |
|                                                                  | Övriga kandidater                                                | 3                                                                | 0,2                                                              |                                                                  |
| Antal giltiga röster                                             | Antal giltiga röster                                             | 1 762                                                            |                                                                  |                                                                  |
| Kasserade röster                                                 | Kasserade röster                                                 | 4                                                                |                                                                  |                                                                  |
| Totalt                                                           | Totalt                                                           | 1 766                                                            |                                                                  |                                                                  |

Valet ägde rum den 6 september 1902. Valdeltagandet var 60,9%.

### 1905
| Andrakammarvalet i Sverige 1905: Luggude domsagas södra valkrets | Andrakammarvalet i Sverige 1905: Luggude domsagas södra valkrets | Andrakammarvalet i Sverige 1905: Luggude domsagas södra valkrets | Andrakammarvalet i Sverige 1905: Luggude domsagas södra valkrets | Andrakammarvalet i Sverige 1905: Luggude domsagas södra valkrets |
| Kandidat                                                         | Kandidat                                                         | Röster                                                           | Röster                                                           | Röster                                                           |
| Kandidat                                                         | Kandidat                                                         | Antal                                                            | %                                                                | +− %                                                             |
| ---------------------------------------------------------------- | ---------------------------------------------------------------- | ---------------------------------------------------------------- | ---------------------------------------------------------------- | ---------------------------------------------------------------- |
|                                                                  | Gustaf Broomé                                                    | 1 409                                                            | 64,8                                                             | ▲7,0                                                             |
|                                                                  | Karl Knutsson i Aspehus (höger)                                  | 764                                                              | 35,2                                                             | ▼6,8                                                             |
|                                                                  | Övriga kandidater                                                | 1                                                                | 0,0                                                              |                                                                  |
| Antal giltiga röster                                             | Antal giltiga röster                                             | 2 174                                                            |                                                                  |                                                                  |
| Kasserade röster                                                 | Kasserade röster                                                 | 1                                                                |                                                                  |                                                                  |
| Totalt                                                           | Totalt                                                           | 2 175                                                            |                                                                  |                                                                  |

Valet ägde rum den 8 september 1905. Valdeltagandet var 67,3%.

### 1908
| Andrakammarvalet i Sverige 1908: Luggude domsagas södra valkrets | Andrakammarvalet i Sverige 1908: Luggude domsagas södra valkrets | Andrakammarvalet i Sverige 1908: Luggude domsagas södra valkrets | Andrakammarvalet i Sverige 1908: Luggude domsagas södra valkrets | Andrakammarvalet i Sverige 1908: Luggude domsagas södra valkrets |
| Kandidat                                                         | Kandidat                                                         | Röster                                                           | Röster                                                           | Röster                                                           |
| Kandidat                                                         | Kandidat                                                         | Antal                                                            | %                                                                | +− %                                                             |
| ---------------------------------------------------------------- | ---------------------------------------------------------------- | ---------------------------------------------------------------- | ---------------------------------------------------------------- | ---------------------------------------------------------------- |
|                                                                  | Gustaf Broomé                                                    | 1 562                                                            | 66,8                                                             | ▲2,0                                                             |
|                                                                  | Karl Knutsson i Aspehus (höger)                                  | 774                                                              | 33,1                                                             | ▼2,1                                                             |
|                                                                  | Övriga kandidater                                                | 3                                                                | 0,1                                                              |                                                                  |
| Antal giltiga röster                                             | Antal giltiga röster                                             | 2 339                                                            |                                                                  |                                                                  |
| Kasserade röster                                                 | Kasserade röster                                                 | 4                                                                |                                                                  |                                                                  |
| Totalt                                                           | Totalt                                                           | 2 343                                                            |                                                                  |                                                                  |

Valet ägde rum den 21 september 1908. Valdeltagandet var 72,9%.